# 中田沙奈枝
中田 沙奈枝（なかた さなえ、1月9日 - ）は、日本の女性声優。大阪府出身。アーツビジョン所属。

## 来歴
日本ナレーション演技研究所卒業。

## 人物
方言は関西弁（泉州弁）。趣味はサッカー（主にTV観戦）、読書。特技はピアノ、ツッコミ。

## 出演
太字はメインキャラクター。

### テレビアニメ
2013年
- 私がモテないのはどう考えてもお前らが悪い!（体育教師、猫、女子生徒）

2014年
- オオカミ少女と黒王子（小島厚子、宝剣少年、日下部 母、女子大生、女子生徒、店員、おばさん）

2015年
- 血界戦線（2015年 - 2017年、シャーメイン、子供たち）- 2シリーズ
- 銃皇無尽のファフニール（女子生徒）

2016年
- ガーリッシュ ナンバー（女性キャスター）
- 競女!!!!!!!!（木村静）
- テラフォーマーズ リベンジ（燈〈幼少期〉）
- ドラえもん（テレビ朝日版第2期）（2016年 - 2022年、子供、おばさん、客、男の子、五郎のママ 他）
- パズドラクロス（2016年 - 2017年、チャロママ、子供）

2017年
- アトム ザ・ビギニング（観客A）

2018年
- ダメプリ ANIME CARAVAN（メア似の子）
- 忍たま乱太郎（女性）
- パズドラ（2018年 - 2020年、選手、女性ナレーション、梅田ヨシエ）
- クレヨンしんちゃん（2018年 - 2022年、主婦B、お姉さん）

2020年
- うちタマ?! 〜うちのタマ知りませんか?〜（岡本きみえ）
- THE GOD OF HIGH SCHOOL ゴッド・オブ・ハイスクール（スンテの姉）
- アクダマドライブ（処刑課）
- 体操ザムライ（声D）

2021年
- ゲキドル（せりあ母）
- 名探偵コナン（社員）

2022年
- うちの師匠はしっぽがない（女、おばさん、芸者3）

2023年
- AIの遺電子（母親）

2024年
- 怪異と乙女と神隠し（友達）

### 劇場アニメ
- 台風のノルダ（2015年、カテイカ）
- 劇場版 ダンジョンに出会いを求めるのは間違っているだろうか -オリオンの矢-（2019年、おばさん）
- ジョゼと虎と魚たち（2020年）
- 神在月のこども（2021年、男子生徒[3]）

### ドラマCD
- 小林が可愛すぎてツライっ!!

### ゲーム
- コアマスターズ（2014年、ジャミーラ）
- 幻獣契約クリプトラクト（2015年、グレイス、ホルス、フランシスカ）
- タワー オブ プリンセス（ファニー）
- 姫王と最後の騎士団（2016年、トドワラ[4]、リフル[5]）
- 天空のクラフトフリート（2016年、ユキカゼ、エレン、、ナイサ）
- ミラクル・ニキ（2016年、ジェシカ、メイラ）
- クイズRPG 魔法使いと黒猫のウィズ（2017年、ティキー）

### 吹き替え

#### 映画
- きっと、星のせいじゃない。
- ゲット・サンタ! 聖なる夜の脱獄大作戦
- 最後の晩餐
- 天下無敵のジェシカ・ジェームズ（デビオン）
- ネイビーシールズ: チーム6

#### ドラマ
- アメリカン・ゴシック 〜偽りの一族〜
- ALMOST HUMAN/オールモスト・ヒューマン
- ガール・ミーツ・ワールド（オーギー・マシューズ）
- キャッスル season5
- 殺人を無罪にする方法（ライラ･スタンガード〈メーガン・ウェスト〉）
- ザ・ミドル 中流家族のフツーの幸せ
- サム&キャット
- ビクトリアス
- 百年の花嫁
- THE BRIDGE season4（アストリッツ）
- ヘムロック・グローヴ
- ホワイトゴールド（サム、ロビー）
- マルコ・ポーロ
- 名探偵ミレット（ジョージ、シャーロット）
- Major Crimes 〜重大犯罪課
- ラブ（アレクシス）

#### アニメ
- カンフー・パンダ
- ストロベリー・ショートケーキ: ベリー・ビティで大冒険
- ディセンダント キケンな世界（ジョーダン）
- バンザイ! キング・ジュリアン（ドロシー、ベッカ）

### オーディオブック
- 夜の辛夷（2018年[6]、おしま、声[7]）

### シリーズ一覧
1. ↑  第1期（2015年）、第2期『血界戦線 & BEYOND』（2017年）